# WFED
WFED（1500 AM），是一家位于华盛顿特区的中波广播电台，由哈伯德广播公司 (英语: Hubbard Broadcasting) 经营，以播出新闻节目为主，主要受众群体为美国联邦政府雇员。该电台发射功率为50千瓦，可覆盖华盛顿特区及周边的马里兰州、弗吉尼亚州等地区。